# العلاقات النرويجية الإسبانية
العلاقات النرويجية الإسبانية هي العلاقات الثنائية التي تجمع بين النرويج وإسبانيا.

## مقارنة بين البلدين
هذه مقارنة عامة ومرجعية للدولتين:
| وجه المقارنة                                              | النرويج                                                   | إسبانيا                                                                             |
| --------------------------------------------------------- | --------------------------------------------------------- | ----------------------------------------------------------------------------------- |
| المساحة (كم2)                                             | 385.21 ألف                                                | 505.99 ألف                                                                          |
| عدد السكان (نسمة)                                         | 5.33 مليون                                                | 46.73 مليون                                                                         |
| الكثافة السكانية (ن./كم²)                                 | 13.84                                                     | 92.35                                                                               |
| العاصمة                                                   | أوسلو                                                     | مدريد                                                                               |
| اللغة الرسمية                                             | بوكمول، لغات السامي، نينوشك، اللغة النرويجية              | اللغة الإسبانية، اللغة الغاليسية، لغة بشكنشية، اللغة الكتالونية، اللغة الأوكسيتانية |
| العملة                                                    | كرونة نروجية                                              | يورو، بيزيتا إسبانية                                                                |
| الناتج المحلي الإجمالي (بليون دولار)                      | 398.83 مليار                                              | 1.31 تريليون                                                                        |
| الناتج المحلي الإجمالي (تعادل القوة الشرائية) بليون دولار | 322.23 مليار                                              | 1.77 تريليون                                                                        |
| الناتج المحلي الإجمالي الاسمي للفرد دولار أمريكي          | 74.40 ألف                                                 | 28.16 ألف                                                                           |
| الناتج المحلي الإجمالي للفرد دولار أمريكي                 | 65.61 ألف                                                 | 38.00 ألف                                                                           |
| مؤشر التنمية البشرية                                      | 0.944                                                     | 0.876                                                                               |
| رمز المكالمات الدولي                                      | +47                                                       | +34                                                                                 |
| رمز الإنترنت                                              | .no                                                       | .es                                                                                 |
| المنطقة الزمنية                                           | ت ع م+01:00، ت ع م+02:00، توقيت وسط أوروبا، أوروبا/أوسلو ‏ | ت ع م+01:00، ت ع م+02:00                                                            |

## منظمات دولية مشتركة
يشترك البلدان في عضوية مجموعة من المنظمات الدولية، منها:
| علم المنظمة | اسم المنظمة                               | تاريخ انضمام النرويج | تاريخ انضمام إسبانيا |
| ----------- | ----------------------------------------- | -------------------- | -------------------- |
|             | وكالة الفضاء الأوروبية                    | 30 ديسمبر 1986       | ?                    |
|             | بنك التنمية الآسيوي                       | 1966                 | 1986                 |
|             | وكالة ضمان الاستثمار متعدد الأطراف        | 9 أغسطس 1989         | 29 أبريل 1988        |
|             | منظمة التعاون الاقتصادي والتنمية          | ?                    | ?                    |
|             | الأمم المتحدة                             | 27 نوفمبر 1945       | 14 ديسمبر 1955       |
|             | الوكالة الدولية للطاقة                    | ?                    | ?                    |
|             | الفريق المعني برصد الأرض                  | ?                    | ?                    |
|             | مركز تنسيق الحركة في أوروبا ‏              | ?                    | ?                    |
|             | منظمة حظر الأسلحة الكيميائية              | ?                    | ?                    |
|             | منظمة التجارة العالمية                    | 1995                 | ?                    |
|             | منظمة الشرطة الجنائية الدولية             | ?                    | ?                    |
|             | البنك الإفريقي للتنمية                    | 1963                 | ?                    |
|             | منظمة الأمن والتعاون في أوروبا            | 25 يونيو 1973        | 25 يونيو 1973        |
|             | مؤسسة التنمية الدولية                     | 24 سبتمبر 1960       | 18 أكتوبر 1960       |
|             | حلف شمال الأطلسي                          | 4 أبريل 1949         | 30 مايو 1982         |
|             | نظام تحكم تكنولوجيا القذائف               | 1990                 | 1990                 |
|             | يونسكو                                    | 4 نوفمبر 1946        | 30 يناير 1953        |
|             | مجلس أوروبا                               | 5 مايو 1949          | ?                    |
|             | الاتحاد البريدي العالمي                   | ?                    | ?                    |
|             | البنك الدولي للإنشاء والتعمير             | 27 ديسمبر 1945       | 15 سبتمبر 1958       |
|             | اتفاقية السماوات المفتوحة                 | ?                    | ?                    |
|             | المنظمة الهيدروغرافية الدولية             | ?                    | ?                    |
|             | الاتحاد الدولي للاتصالات                  | 1866                 | 1866                 |
|             | مؤسسة التمويل الدولية                     | 20 يوليو 1956        | 24 مارس 1960         |
|             | المنظمة الأوروبية لسلامة الملاحة الجوية   | 1994                 | 1997                 |
|             | المركز الدولي لتسوية المنازعات الاستشارية | 15 سبتمبر 1967       | 17 سبتمبر 1994       |
|             | مجموعة أستراليا                           | 1986                 | 1985                 |
|             | مجموعة الموردين النوويين                  | ?                    | ?                    |

## أعلام
هذه قائمة لبعض الشخصيات التي تربطها علاقات بالبلدين:
- إيزابيل بلانكو (لاعبة كرة يد نرويجية، 10 مايو 1979 – )
- دياز (موسيقي نرويجي، 1976 – )

## وصلات خارجية
- موقع وزارة الخارجية النرويجية
- موقع وزارة الخارجية الإسبانية